# Teketaban, Karapürçek
Teketaban là một xã thuộc quận Karapürçek, tỉnh Sakarya, Thổ Nhĩ Kỳ. Dân số thời điểm năm 2008 là 1.585 người.